# Ninjala
Ninjala est un jeu vidéo d'action multijoueur free-to-play développé et édité par GungHo Online Entertainment qui permet d'incarner des adultes ninjas redevenus enfants grâce au ninja-gum. Il est dévoilé à l'E3 2018, et sorti le 25 juin 2020 sur Nintendo Switch.

## Système de jeu
Ninjala se concentre sur un tournoi éponyme organisé par la World Ninja Association, qui a développé du bubblegum qui pourrait être utilisé pour permettre aux personnes ayant l'ADN d'un ninja de pratiquer le ninjutsu.
Un match peut être disputé entre huit joueurs maximum afin de marquer autant de points que possible, par exemple en éliminant les adversaires. Le jeu comportera également un mode histoire, se concentrant sur l'un des huit personnages jouables,.
Les joueurs se battent principalement avec des armes de mêlée et peuvent également effectuer un parkour tel que la course au mur pour naviguer sur la carte. Afin de générer des armes, les personnages joueurs doivent faire des bulles. La taille de l'arme obtenue est déterminée par la taille de la bulle, les armes plus petites étant plus rapides avec moins de dégâts, et les armes plus grosses étant plus lentes, mais plus dévastatrices. Les bulles soufflées peuvent également être lancées comme une bombe collante pour piéger les adversaires dans leur glu. Des armes de mêlée tel que des battes de baseball, les marteaux et les yo-yos sont confirmés,,,.

## Développement
Le PDG de GungHo, Kazuki Morishita, a expliqué que Ninjala s'était inspiré de ses souvenirs d'enfance de ninja et de chanbara sportive, ayant envisagé le jeu comme un mélange des deux. Il a déclaré que l'objectif principal était de développer un jeu d'action multijoueur pour les enfants et les adultes. Takeshi Arakawa, qui a coproduit Dissidia Final Fantasy à Square Enix, fait partie de l'équipe de développement du jeu. Pour son dévoilement, GungHo a choisi de cibler principalement l'Europe et l'Amérique du Nord pour évaluer leurs réactions avant de lui donner une promotion plus importante au Japon,.
Initialement annoncé pour une sortie en 2019, GungHo a annoncé le 31 mai 2019 que Ninjala avait été repoussé au début de 2020. En décembre 2019, le président de GungHo, Kazuki Morishita, a déclaré que le jeu était toujours sur la bonne voie pour une sortie au printemps 2020 et qu'il contiendrait un contenu qui serait « satisfaisant » pour les « joueurs chevronnés ». Lors d'une Nintendo Direct Mini le 26 mars, une nouvelle bande-annonce a été présentée, ainsi qu'une annonce que Ninjala serait publié le 27 mai 2020 en tant que free-to-play,.

## Promotion
Une bande-annonce pour Ninjala est sortie le 13 juin 2018, dont la musique est faite par le groupe de métal kawaii Babymetal. Des images du jeu ont également été brièvement présentées lors de la présentation vidéo de Nintendo E3 2018 le même jour. Une nouvelle bande-annonce est sorti le 6 décembre 2018, présentant la trame de fond de l'univers de Ninjala,. Le premier épisode d'une série d'animations CG, présentant les personnages et la tradition du jeu, est sorti le 31 mars 2020.

## Accueil

### Pré-version
Le style visuel global de Ninjala a été largement comparé à la franchise Splatoon de Nintendo Jordan Devore de Destructoid a estimé que Ninjala était difficile à juger sur la base de sa première démo multijoueur à l'E3, notant le manque d'armes jouables au-delà des battes de baseball (tout en notant que les yo-yos étaient apparus comme une option désactivée dans les menus), un besoin de améliorer le « flux et la sensation » de son gameplay, et le manque de « bonne » fonctionnalité de ciblage de verrouillage. Cependant, il a estimé qu'« il y a certainement quelque chose dans ce concept de ninja amoureux de chewing-gum », et que Ninjala « valait la peine d'être suivi ». Il a fait valoir qu'à côté de Splatoon, il y avait « beaucoup de place pour des jeux multijoueurs plus colorés, coquelicots et adaptés aux enfants ». IGN.com a également noté que son concept ressemblait à « Splatoon meets Arms »et que « si GungHo réussit à fournir des armes créatives et peaufiner le combat, Ninjala pourrait bien avoir ce qu'il faut pour battre Nintendo dans son propre jeu ».